# Poey-de-Lescar
 Poey-de-Lescar  es una población y comuna francesa, en la región de Aquitania, departamento de Pirineos Atlánticos, en el distrito de Pau y cantón de Lescar.

## Demografía
| 357 | 365 | 646 | 1042 | 1310 | 1288 |
| Para los censos de 1962 a 1999 la población legal corresponde a la población sin duplicidades (Fuente: INSEE [Consultar]) |     |     |      |      |      |